# Fumonelix archeri
Fumonelix archeri е вид коремоного от семейство Polygyridae.

## Разпространение
Видът е ендемичен за Тенеси в Съединените щати.